# Václav Grüner
Václav Grüner (* 22. září 1944 Rokycany) je český politik, bývalý poslanec Parlamentu ČR za Plzeňský kraj a člen SOCDEM.

## Vzdělání, profese a rodina
Po maturitě v roce 1962 na Střední zemědělské škole v Březnici vystudoval v roce 1967 Vysokou školu zemědělskou v Praze. V období 1972–1974 studoval pedagogiku. Roku 1988 mu byl udělen titul kandidáta věd.
V letech 1968–1970 pracoval jako zootechnik v JZD Trokavec. Mezi roky 1971–1984 byl zaměstnán jako hlavní zootechnik Státního statku Kralovice, později provozní náměstek Státního statku Žihle, který řídil do roku 1994. V letech 1994–2004 působil jako ředitel a prokurista ZOD Bílov. Od roku 2003 vlastní živnostenský list pro poradenství v oblasti řízení.
Je ženatý, má dvě děti – jeho synem je Ivo Grüner, rovněž politik.

## Politická kariéra
V roce 1995 vstoupil do České strany sociálně demokratické (od roku 2023 Sociální demokracie). V komunálních volbách v roce 1994 a komunálních volbách v roce 1998 byl zvolen do zastupitelstva obce Žihle za ČSSD. Zastupitelem byl do roku 2000. Neúspěšně do tamního zastupitelstva kandidoval i v komunálních volbách v roce 2002. Opětovně se do zastupitelstva dostal v komunálních volbách v roce 2010. Profesně se k roku 2002 uváděl jako ředitel ZOD, k roku 2010 jako senior. V letech 1990–1994 byl starostou Žihle.
V letech 1996–2000 působil jako místopředseda Okresního výkonného výboru ČSSD Plzeň-sever a v letech 2002–2006 jako místopředseda Krajského výkonného výboru ČSSD v Plzeňském kraji.
Ve volbách v roce 1998 byl zvolen do poslanecké sněmovny za ČSSD (volební obvod Západočeský kraj). Byl členem sněmovního zemědělského výboru. Ve volbách v roce 2002 kandidoval, ale nebyl zvolen. Do sněmovny usedl až dodatečně jako náhradník v říjnu 2004 poté, co rezignovala Milada Emmerová (původně na její místo měl usednout tehdejší místopředseda Pozemkového fondu a bývalý poslanec František Brožík, který ovšem tuto funkci odmítl). Zasedal pak ve výboru pro sociální politiku a zdravotnictví. Poslanecký mandát obhájil ve volbách v roce 2006 a zasedal v zemědělském výboru sněmovny. Ve volbách 2010 svůj mandát neobhájil.